# 小行星25898
小行星25898（25898 Alpoge）是一颗绕太阳运转的小行星，为主小行星带小行星。该小行星于2000年12月20日发现。

## 轨道参数
小行星25898的轨道半长轴为412 267 291 km，2.7557974 UA，离心率为0.104。